# Pontarachna longipes
Pontarachna longipes is een mijtensoort uit de familie van de Pontarachnidae. De wetenschappelijke naam van de soort is voor het eerst geldig gepubliceerd in 2008 door Smit.